# Heron (Mondkrater)
Heron oder manchmal auch Hero ist ein kleiner Einschlagkrater auf der Rückseite des Erdmondes, weniger als 20 Kilometer vom Mondäquator. Er liegt direkt östlich des Kraters Ctesibius und bildet mit diesem ein Kraterpaar. Fast genau im Norden befindet sich der Krater King.
Heron ist eine unauffällige, kreisförmige Formation mit einem relativ ebenen und kennzeichenlosen Kraterboden. Am Ostrand fällt ein winziger Minikrater durch seine im Vergleich zum restlichen Krater leicht höhere Albedo auf.
| Buchstabe | Position           | Durchmesser | Link |
| --------- | ------------------ | ----------- | ---- |
| H         | 0,46° N, 120,41° O | 15 km       |      |
| Y         | 1,62° N, 119,49° O | 14 km       |      |